# Чумськ-Малий
Чумськ-Малий (пол. Czumsk Mały, нім. Schummenhof) — село в Польщі, у гміні Роґово Рипінського повіту Куявсько-Поморського воєводства.
Населення — 109 осіб (2011).
У 1975-1998 роках село належало до Влоцлавського воєводства.

## Демографія
Демографічна структура станом на 31 березня 2011 року:
|          | Загалом | Допрацездатний вік | Працездатний вік | Постпрацездатний вік |
| -------- | ------- | ------------------ | ---------------- | -------------------- |
| Чоловіки | 46      | 9                  | 32               | 5                    |
| Жінки    | 63      | 15                 | 35               | 13                   |
| Разом    | 109     | 24                 | 67               | 18                   |